# Ribe

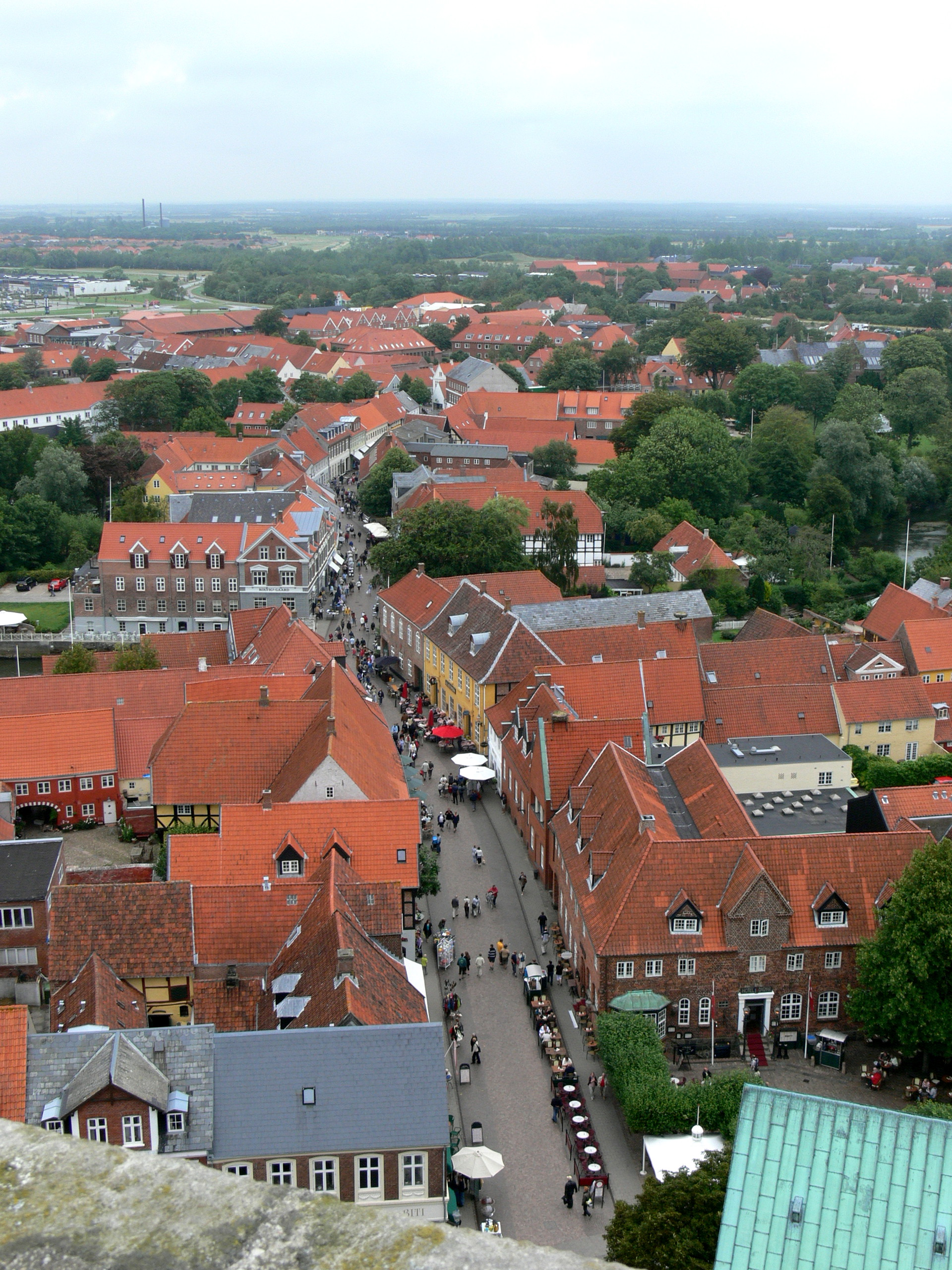

Ribe é uma cidade da Dinamarca, localizada na região sudoeste do país, no Município de Esbjerg, no condado de Syddanmark. A cidade tem uma área de 742,5 km² e uma  população de 8 162 habitantes, segundo o censo de 2004. É a cidade mais antiga da Dinamarca, tendo sido fundada no século VIII, no início da Era Viquingue.